# UNBOXED
『UNBOXED』は、サミー・ヘイガーが1994年に発表したベスト・アルバム。

## 背景
ゲフィン・レコード所属時に発表したアルバムからの選曲だが、「ハイ・ホープス」と「バイング・マイ・ウェイ・イントゥ・ヘヴン」は本作が初出の新曲で、これら2曲はマイク・クリンクがプロデュースした。なお、当時ヘイガーは離婚調停のための費用を必要としており、本作に新曲を提供したことで、ゲフィンから十分な金額が支払われたという。

## 反響・評価
アメリカのBillboard 200では51位に達し、1995年9月にはRIAAによりゴールドディスクの認定を受けた。『ビルボード』のメインストリーム・ロック・チャートでは、本作からの新曲「ハイ・ホープス」が4位、「バイング・マイ・ウェイ・イントゥ・ヘヴン」が36位を記録した。Mike DeGagneはオールミュージックにおいて5点満点中4.5点を付け「便利かつ楽しめる1枚」「驚くことに、ヘイガーのシングルとしては過去最高のチャート成績を収めた、ラジオでもかかりやすい"Your Love Is Driving Me Crazy"は外されている」と評している。

## 収録曲
特記なき楽曲はサミー・ヘイガー作。
1. ハイ・ホープス - High Hopes - 5:18
  - 新曲。
2. バイング・マイ・ウェイ・イントゥ・ヘヴン - Buying My Way into Heaven - 4:38
  - 新曲。
3. フォール・イン・ラヴ・アゲイン - I'll Fall in Love Again - 4:10
  - アルバム『スタンディング・ハンプトン』（1981年）より。
4. ワン・ウェイ・トゥ・ロック - There's Only One Way to Rock - 4:14
  - アルバム『スタンディング・ハンプトン』より。
5. ヘヴィ・メタル - Heavy Metal (Sammy Hagar, Jim Peterik) - 3:49
  - アルバム『スタンディング・ハンプトン』より。
6. イーグルス・フライ - Eagles Fly - 4:58
  - アルバム『ヘイガー・USA』（1987年）より。
7. ベイビーズ・オン・ファイア - Baby's on Fire - 3:33
  - アルバム『スタンディング・ハンプトン』より。
8. スリー・ロック・ボックス - Three Lock Box - 3:20
  - アルバム『スリー・ロック・ボックス』（1982年）より。
9. トゥー・サイズ・オブ・ラヴ - Two Sides of Love - 3:41
  - アルバム『VOA (ヴォイス・オブ・アメリカ)』（1984年）より。
10. キャント・ドライヴ・55 - I Can't Drive 55 - 4:12
  - アルバム『VOA (ヴォイス・オブ・アメリカ)』より。
11. ギヴ・トゥ・リヴ - Give to Live - 4:22
  - アルバム『ヘイガー・USA』より。
12. アイ・ドント・ニード・ラヴ - I Don't Need Love (S. Hagar, Gary Pihl, Bill Church, David Lauser) - 3:09
  - アルバム『スリー・ロック・ボックス』より。